# Jiangritang (sockenhuvudort i Kina, Qinghai Sheng, lat 32,92, long 100,77)
Jiangritang (kinesiska: 江日堂, 江日堂乡, 贝扎贡巴) är en sockenhuvudort i Kina. Den ligger i provinsen Qinghai, i den nordvästra delen av landet, omkring 420 kilometer söder om provinshuvudstaden Xining. Antalet invånare är 3 103. Befolkningen består av 1 502 kvinnor och 1 601 män. Barn under 15 år utgör 28,0 %, vuxna 15-64 år 63 %, och äldre över 65 år 7,0 %.
Runt Jiangritang är det mycket glesbefolkat, med 2 invånare per kvadratkilometer. Närmaste större samhälle är Sailaitang, 3,7 km nordväst om Jiangritang. Trakten runt Jiangritang består i huvudsak av gräsmarker.
Genomsnittlig årsnederbörd är 830 millimeter. Den regnigaste månaden är juli, med i genomsnitt 180 mm nederbörd, och den torraste är december, med 3 mm nederbörd.